# Friederike Goßmann

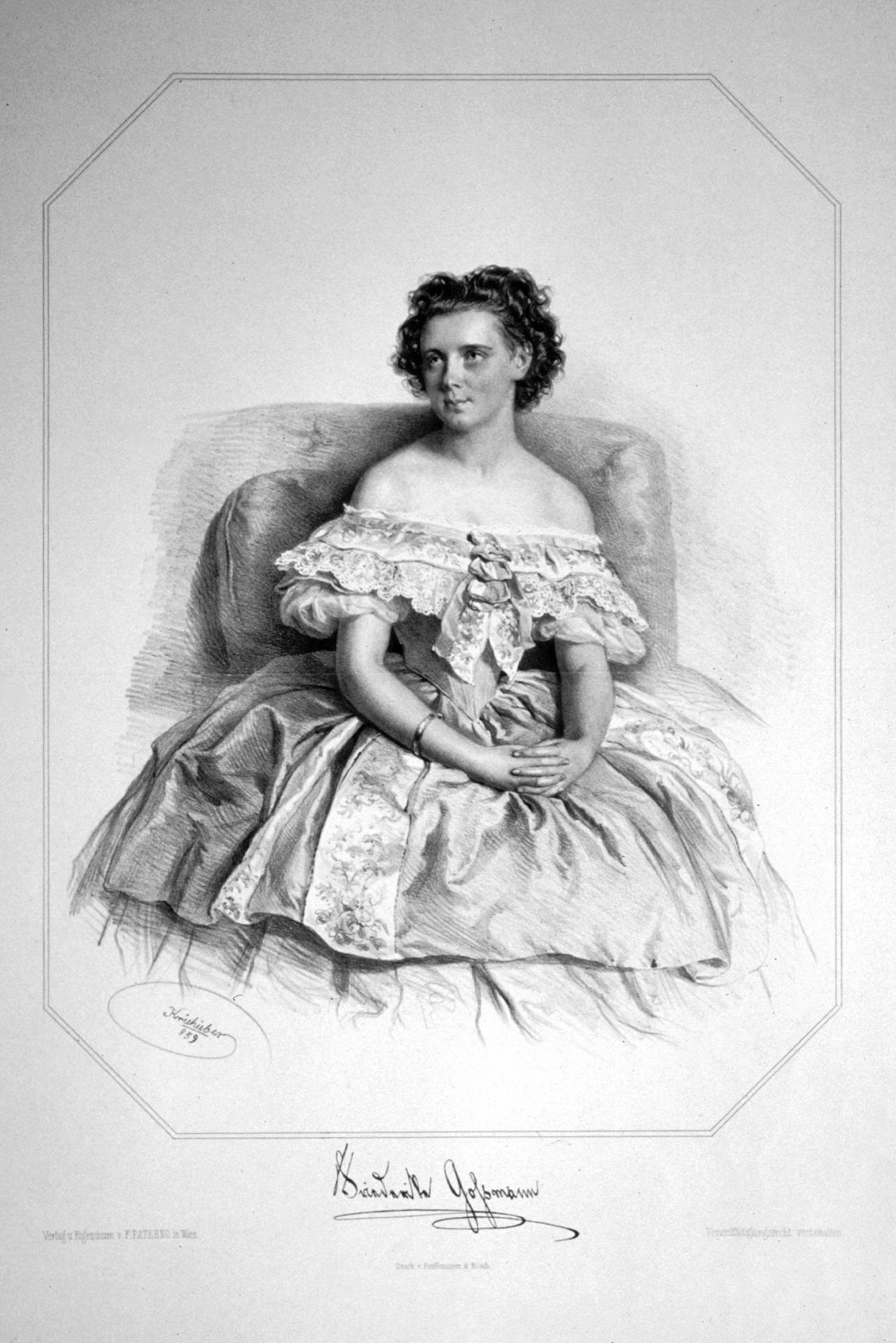
Friederike Goßmann, Lithographie von Josef Kriehuber, 1859

 Friederike Goßmann, seit 1861 verheiratete Friederike Prokesch von Osten (* 23. März 1838 in Würzburg; † 14. August 1906 in Gmunden, Österreich) war eine deutsch-österreichische Schauspielerin.

## Leben
Friederike Goßmann war die Tochter des Schriftstellers und Gymnasialprofessors Johann Bartholomäus Goßmann, mit dem sie in früher Jugend nach München kam. Ihre Mutter war die Opernsängerin Johanna Constanzia Goßmann, ihre Schwester Marie Goßmann war ebenfalls eine Theaterschauspielerin.
Nachdem Friederike Goßmann durch Constanze Dahn ihre theatralische Ausbildung erhalten hatte, debütierte sie 1853 als Leonie im Damenkrieg (von Eugène Scribe) in München und ging dann nach Königsberg, wo sie, wie auch in Elbing, Danzig und Gumbinnen, ungewöhnliches Interesse erregte.
1855 kam sie an das Thaliatheater in Hamburg, 1857 an das Hofburgtheater in Wien. Hier spielte sie zuerst die Titelrolle in dem Schauspiel Die Grille von Charlotte Birch-Pfeiffer, welche durch sie eine typische Gestaltung erhielt und mit ihrem Namen gleichsam identisch wurde.
In Hamburg spielte sie einst neben Pierre Levassor (1808–1870) sogar die Carlotta in La nuit aux soufflets mit der Sicherheit und Verve einer geborenen Französin. Natürlichkeit nach der neckischen wie nach der rührenden Seite hin war der unbeschreibliche Reiz, der alle ihre Darstellungen umgab und das Ergebnis ihrer sorgfältigsten Studien stets wie Äußerungen des Augenblicks erscheinen ließ.

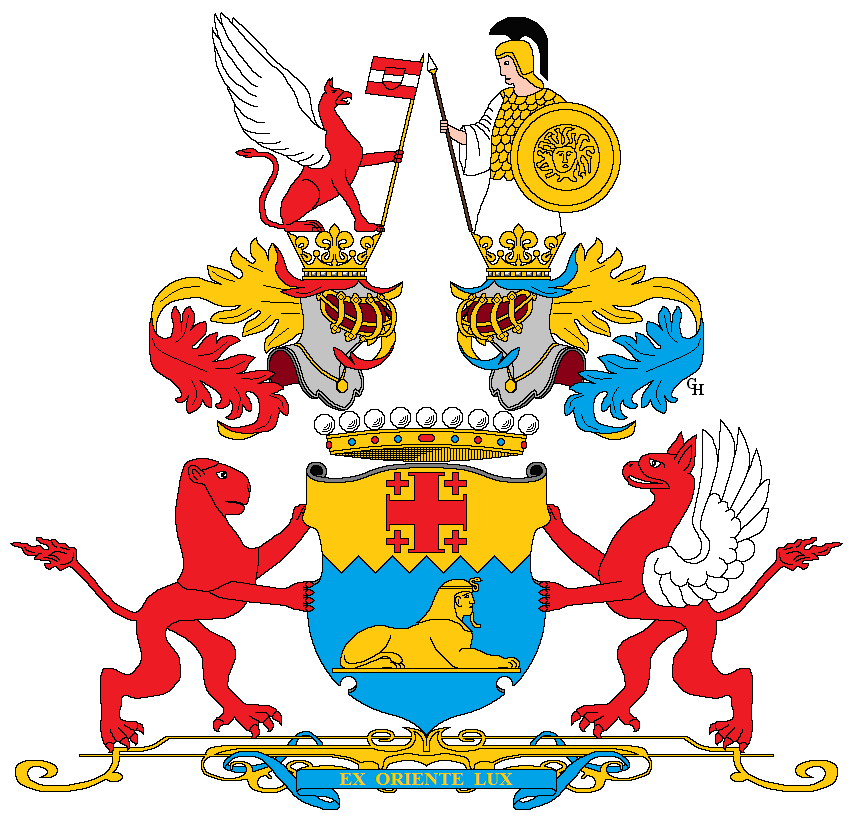
Wappen der Familie Prokesch-Osten (1871)

Infolge ihrer Vermählung 1861 mit Anton Freiherrn von Prokesch-Osten (1837–1919, dem Sohn des 1871 in den erblichen Grafenstand erhobenen Anton Prokesch von Osten), zog sie sich von der Wiener Hofbühne zurück. Von 1862 bis 1867 gastierte sie noch in Wohltätigkeitsvorstellungen und während der Wintermonate auf den größeren Bühnen Deutschlands, auch in St. Petersburg und Amsterdam.
Friederike von Prokesch-Osten, geb. Goßmann, lebte danach meist in Gmunden in ihrer „Villa Prokesch-Osten“, die auf alten Ansichtskarten Gmundens abgebildet ist. In Gmunden entfaltete sie mit ihrem Ehemann bedeutende soziale und kulturelle Aktivitäten, so begründete sie 1891 den Zweigverein Gmunden des „Frauenhilfsvereins vom Rothen Kreuze für Oberösterreich“. Aus ihrer Ehe hatte sie eine Tochter, Johanna, die später den k.u.k. Obersten Viktor Freiherrn von Schleinitz (1865–1957) heiratete und mit ihm einen Sohn hatte, Nikolaus Schleinitz-Prokesch (1895–1955), der eine diplomatische Laufbahn einschlug und dessen Nachkommenschaft sich bis heute fortsetzt.

## Rollen (Auswahl)
- Marie – Feuer in der Mädchenschule (Théodore Barrière)
- Hedwig – Sie hat ihr Herz entdeckt (Wolfgang Müller von Königswinter)
- Bianca – Der Widerspenstigen Zähmung (William Shakespeare)
- Leonie – Der häusliche Krieg (Ignaz Franz Castelli)
- Grille – Die Grille (Charlotte Birch-Pfeiffer)
- Lorle – Dorf und Stadt (Charlotte Birch-Pfeiffer)
- Margarete – Erziehungsresultate oder guter und schlechter Ton (Karl Ludwig Blum)
- Julie – Sie schreibt an sich selbst (Karl von Holtei)
- Jeanne – Lady Tartüffe (Delphine de Girardin)
- Hermana – Kind des Glücks (Charlotte Birch-Pfeiffer)
- Carlotta – La nuit aux soufflets (Philippe François Dumanoir)

## Werke
- Rosenlieder – Gedichtesammlung unter ihrem Geburtsnamen Fr. Gossmann Wien: Gerold 1875
- Mein Grillenzimmer – Erinnerungen unter ihrem Ehenamen Prokesch-Osten, Friederike von Wien: 1892